# Mille Lacs County
Mille Lacs County is een county in de Amerikaanse staat Minnesota.
De county heeft een landoppervlakte van 1.488 km² en telt 22.330 inwoners (volkstelling 2000). De hoofdplaats is Milaca.

## Bevolkingsontwikkeling

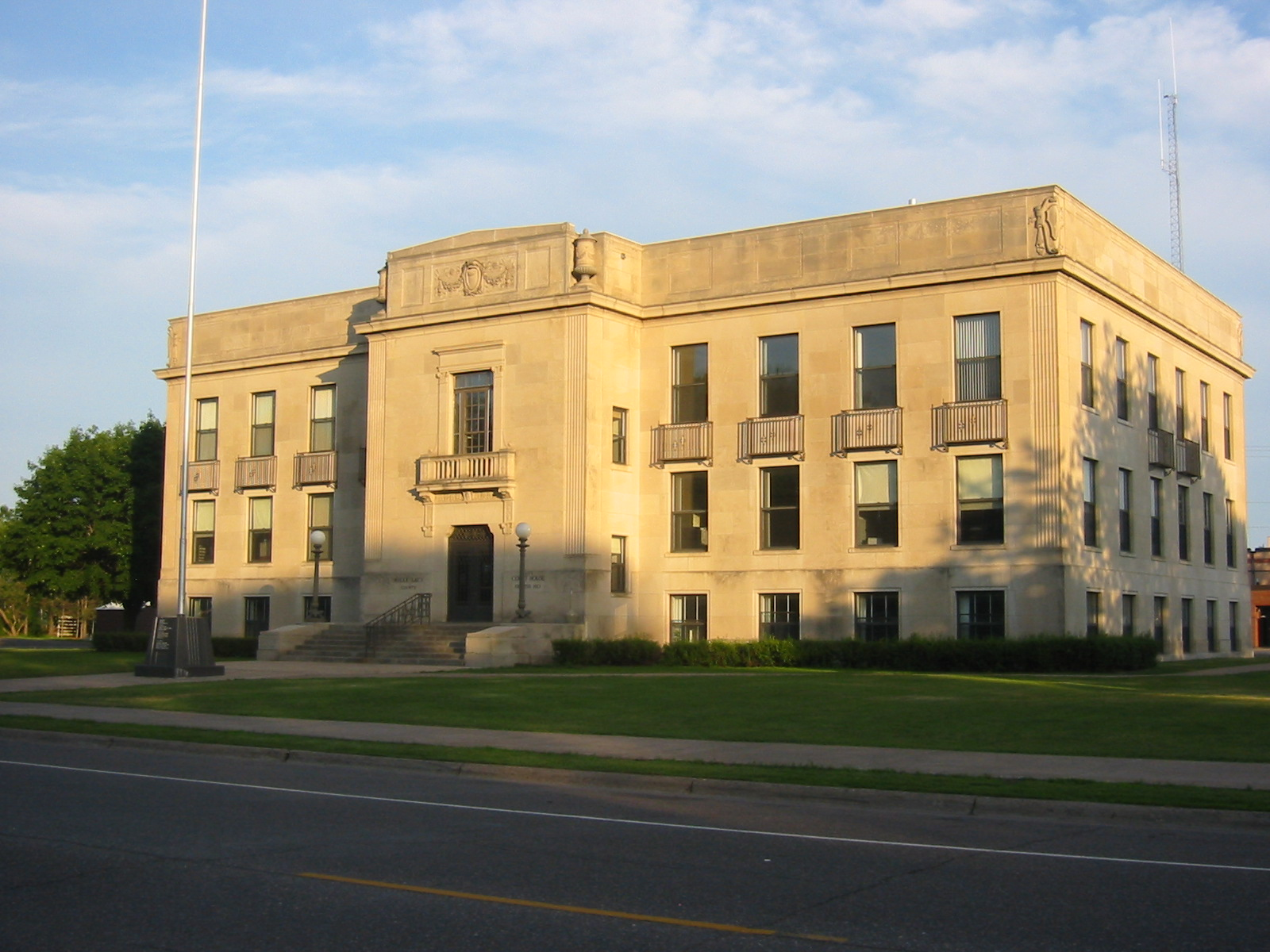
Mille Lacs County Courthouse